# Pirata sylvanus
Pirata sylvanus là một loài nhện trong họ Lycosidae.
Loài này thuộc chi Pirata. Pirata sylvanus được Ralph Vary Chamberlin & Wilton Ivie miêu tả năm 1944.